# Åsted Å
Åsted Å är ett vattendrag i Danmark. Det ligger i Region Nordjylland, i den norra delen av lande]. Åsted Å ligger på ön Vendsyssel-Thy. Den mynnar i Elling Å.